# Чехре-Гоша
Чехре-Гоша (перс. چهره‌گشا) — село в Ірані, входить до складу дехестану Бакешлучай у Центральному бахші шахрестану Урмія провінції Західний Азербайджан.